# Pere Estupinyá
Pere Estupinyà Giné (Tortosa, 17 de octubre de 1974) es químico y bioquímico español conocido por su labor de comunicador científico a través de libros de divulgación, conferencias y programas televisivos. 

## Biografía
Nacido en Tortosa, estudió en la Universitat Rovira i Virgili, donde se licenció en Química y también en Bioquímica. Tiene un máster en Nutrición y Metabolismo y un doctorado incompleto en Genética que abandonó para dedicarse a la divulgación científica.
Ha trabajado en el Instituto Tecnológico de Massachusetts (MIT), en los Institutos Nacionales de Salud (NIH) de Estados Unidos y el Banco Interamericano de Desarrollo (BID).
En 2010 escribió su primer libro —El ladrón de cerebros. Compartiendo el conocimiento científico de las mentes más brillantes—, y desde entonces ha publicado varios otros de divulgación. 
Debutó en la televisión en 2014 presentando un documental para TV3 titulado Inversió de Futur. En 2015 produjo y presentó 13 capítulos de la serie El ladrón de cerebros en Ecuador, y al año siguiente desarrolló, junto con la productora Minifilms, El cazador de cerebros, para TVE, que dirigió y presentó con continuidad en La 2, al menos, hasta 2024. En junio de ese año el programa llegó a los 100 episodios.  
Desde septiembre de 2016 participa en el programa radiofónico A vivir que son dos días de la Cadena SER.
En 2024 obtiene el Premio CSIC-Fundación BBVA de Comunicación Científica por introducir “nuevas formas de llevar la ciencia a todos los públicos, por televisión, radio y libros, manteniendo el rigor y con un alto impacto". 

## Libros
- El ladrón de cerebros. Compartiendo el conocimiento científico de las mentes más brillantes (Debate, 2010)
- Rascar donde no pica (Debate, 2012)
- El sexo en la consulta médica (Debate, 2013)
- S=EX2. La ciencia del sexo (Debate, 2013)
- El ladrón de cerebros. Comer cerezas con los ojos cerrados (Debate, 2016)
- A vivir la ciencia. Las pasiones que despierta el conocimiento (Debate, 2020) ISBN     978-84-18006-58-6
- Ciencia sin ficción (capítulo) (Debate, 2019) ISBN     978-84-9992-980-4
- Mitos y ciencia ( en coautoría con Blanca Torres) (La Galera, 2022) ISBN     978-84-246-7358-1
- La ciencia del sexo (Versión abreviada y actualizada) (Debate, 2023) ISBN 978-84-19642-15-8